# Heorhij Sudakov
Heorhij Viktorovytj Sudakov (ukrainska: Георгій Вікторович Судаков), född 1 september 2002, är en ukrainsk fotbollsspelare som spelar för Sjachtar Donetsk. Han representerar även det ukrainska landslaget.

## Klubbkarriär
Sudakov debuterade för Sjachtar Donetsk den 24 oktober 2020 i en match mot Vorskla Poltava, där han blev inbytt i den 73:e minuten mot Dentinho.